# Західний департамент
Західний департамент (гаїт. креол. Lwès) — один з 10 департаментів Гаїті. Юридично в департаменті розміщується столиця країни, місто Порт-о-Пренс. Межує з Домініканською Республікою на сході.

## Округи та комуни (кількість населення)
- Аркагайє (166 089)
  - Аркагайє (102 639)
  - Кабаре (63 450)

- Круа-дес-Букетс (441 563)
  - Корнільйон (48 934)
  - Круа-дес-Букетс (229 127)
  - Фондс-Веретт (40 224)
  - Гантьє (71 261)
  - Томазо (52 017)

- Ля-Гонав (75 548)
  - Анс-а-Гале (52 662)
  - Поїнт-а-Ракетт (22 886)

- Леоган (300 982)
  - Гран-Гоав (49 288)
  - Леоган (134 190)
  - Петі-Гоав (134 190)

- Порт-о-Пренс (2 109 516)
  - Кейрфо (373 916)
  - Сіт Солей
  - Делмас (679 650)
  - Гресьє (25 947)
  - Кенскофф (42 175)
  - Петіонвіль (283 052)
  - Табарре
  - Порт-о-Пренс (704 776)